# Aim (demon)
Aim, Aym ili Haborin, prema demonologiji, dvadeset i treći duh Goecije koji vodi dvadeset i šest legija demona. Ima ljudsko tijelo s tri glave; mačju, zmijsku i ljudsku s tim što ljudska glava ima dvije zvijezde na čelu. Jaše na zmiji.
Uzrokuje požare uz pomoć baklje koju nosi. Prisiljava ljude da govore o privatnim, osobnim stvarima. Neki ga izvori izjednačavaju s Raumom.